# Osiedle na Olimpie
Osiedle na Olimpie – osiedle Zielonej Góry, położone w północnej części miasta.
W 1975 na terenach ograniczonych ulicami Stefana Batorego i Trasą Północną powstał szklarniowy kombinat Państwowego Gospodarstwa Ogrodniczego. Był to zespół szklarniowy typu bułgarskiego i zajmował obszar 6,5 ha, szklarnie były wyposażone w nowoczesne urządzenia do podlewania i zraszania, a także regulowania temperatury. Kombinat dawał ok. 700 ton wczesnych pomidorów i ogórków oraz ok. 50 ton nowalijek. Po zmianie ustroju zaprzestał działalności, urządzenia zostały zniszczone a infrastruktura rozebrana. Pozostałością jest zabudowa mieszkaniowa położona przy ulicy Stefana Batorego. Planowana jest zabudowa terenów po kombinacie ogrodniczym, wytyczona jest nieregularna siatka ulic, których nazwy są związane z mitologią grecką.

## Ulice na osiedlu
- Afrodyty (planowana);
- Apolla (planowana);
- Aresa (planowana);
- Artemidy (planowana);
- Ateny (planowana);
- Demeter (planowana);
- Dionizosa (planowana);
- Heliosa (planowana);
- Hermesa (planowana);
- Hery (planowana);
- Melpomeny (planowana);
- Nike (planowana);
- Posejdona (planowana);
- Zeusa (planowana).